# 五月天追夢3DNA電影原聲帶
五月天追夢3DNA電影原聲音樂，是收錄電影《五月天追夢3DNA》原聲帶的音樂專輯，由相信音樂製作、環球音樂發行，共收錄16首歌，於2011年9月16日發行。
專輯除收錄電影裡的演唱曲目之外，也收錄多首五月天經典曲目的改編作品。全片配樂由五月天負責，配合電影情境將原曲改編、重新製作。

## 收錄曲目
| 曲目 | 曲別   | 歌名                                 | 演唱者 | 作詞 | 作曲 |
| 1    | 插曲   | 咖哩魚蛋（OT: 離開地球表面）         | 王湯尼 | 阿信 | 阿信 |
| 2    | 插曲   | 戀愛ing（3DNA追夢版）                | 高媛媛 | 阿信 | 阿信 |
| 3    | 插曲   | 知足（3DNA 追夢版                    | 家家   | 阿信 | 阿信 |
| 4    | 插曲   | 倔強（3DNA 追夢版）                  | 家家   | 阿信 | 阿信 |
| 5    | 插曲   | OAOA（3DNA 追夢版）                  | 家家   | 阿信 | 阿信 |
| 6    | 插曲   | DNA（3DNA LIVE 版）                  | 五月天 | 阿信 | 阿信 |
| 7    | 插曲   | 離開地球表面（3DNA LIVE 版）         | 五月天 | 阿信 | 阿信 |
| 8    | 插曲   | 最重要的小事（3DNA LIVE 版）         | 五月天 | 阿信 | 瑪莎 |
| 9    | 插曲   | 戀愛ing（3DNA LIVE 版）              | 五月天 | 阿信 | 阿信 |
| 10   | 插曲   | 你不是真正的快樂（3DNA LIVE 版）     | 五月天 | 阿信 | 阿信 |
| 11   | 插曲   | 突然好想你（3DNA LIVE 版）           | 五月天 | 阿信 | 阿信 |
| 12   | 插曲   | 溫柔（3DNA LIVE 版）                 | 五月天 | 阿信 | 阿信 |
| 13   | 插曲   | 知足（3DNA LIVE 版）                 | 五月天 | 阿信 | 阿信 |
| 14   | 插曲   | 天使（3DNA LIVE 版）                 | 五月天 | 阿信 | 怪獸 |
| 15   | 插曲   | 倔強（3DNA LIVE 版）                 | 五月天 | 阿信 | 阿信 |
| 16   | 片尾曲 | 我心中尚未崩壞的地方（3DNA LIVE 版） | 五月天 | 阿信 | 怪獸 |